# Panacanthus varius
Panacanthus varius är en insektsart som beskrevs av Walker, F. 1869. Panacanthus varius ingår i släktet Panacanthus och familjen vårtbitare. Inga underarter finns listade i Catalogue of Life.